# Donald McDermott
Donald Joseph McDermott, detto Don (The Bronx, 7 dicembre 1929 – 1º novembre 2020) è stato un pattinatore di velocità su ghiaccio statunitense.

## Palmarès

### Olimpiadi invernali
- Argento a Oslo 1952 nei 500 metri.